# チドリヌ
チドリヌは、 日本の漫画家。

## 特徴・経歴
『COMICポプリクラブ』でデビュー。羊のような自画像を描く。整理整頓が苦手とのこと。

## 作品

### 読み切り・連載
- 慰めたいの♥ COMICポプリクラブ 2009年8月号
- 放課後どきどきTime COMICポプリクラブ 2009年11月号
- 僕たちのひみつ COMICポプリクラブ 2010年2月号
- カノジョのLOVEアタック♥ COMICポプリクラブ 2010年9月号
- フリルをあしらって COMICポプリクラブ 2011年1月号
- 奥さまは白フェチガール COMICポプリクラブ 2011年5月号
- あいめろっ! COMICポプリクラブ 2011年9月号
- Star Shower COMICポプリクラブ 2011年11月号
- スイートハートレシピ COMICポプリクラブ 2012年2月号
- ちゆのお薬 COMICポプリクラブ 2012年5月号

### 単行本
- 『恋想オトメ』マックス、ポプリコミックス（2012年7月）